# Liste des missions Constellation
En octobre 2006, la NASA a publié le calendrier des missions du Programme Constellation, prévoyant alors un retour de l'homme sur la Lune pour la fin de la décennie 2010. Ce calendrier a été revu en janvier 2007 puis en juillet 2008.
Le 1er février 2010, le président américain Barack Obama annonce l'abandon du programme Constellation qui ne peut bénéficier d'un financement suffisant et dont les objectifs sont jugés trop modestes. Le 15 avril 2010, il précise que, malgré l'abandon du programme Constellation, le vaisseau Orion sera développé mais qu'il assurera uniquement le rôle de "canot de sauvetage" de la Station spatiale internationale. 
Le calendrier présenté ci-dessous, présentant un futur qui n'est plus d'actualité, sera mis à jour lors d'une prochaine annonce de la NASA prenant en compte la nouvelle orientation de son programme spatial habité.

## Liste des missions Constellation
| N°                  | Date                    | Année              | Mission            | Lanceur            | Durée              | Taille équipage    | Pas de tir         | Note |
| Missions réalisées  | Missions réalisées      | Missions réalisées | Missions réalisées | Missions réalisées | Missions réalisées | Missions réalisées | Missions réalisées | Missions réalisées |
| ------------------- | ----------------------- | ------------------ | ------------------ | ------------------ | ------------------ | ------------------ | ------------------ | --- |
| 1                   | 28 octobre              | 2009               | Ares I-X           | Ares I-X           | ~2 min.            | 0                  | 39B                | Premier test atmosphérique du lanceur Ares I-X(premier étage incomplet, deuxième factice)                                                                             |
| Missions planifiées |                         |                    |                    |                    |                    |                    |                    | |
| 2                   | 27 août ou 12 septembre | 2013               | Ares I-XPrime      | Ares I-XPrime      | ~8 min.            | 0                  | 39B                | Premier test du 1er étage complet (après l'annulation d'Ares I-Y) |
| 3                   | janvier                 | 2014               | Orion 1            | Ares I             | ~14 jours          | 0                  | 39B                | Premier vol de l'Orion, sans équipage avec amerrissage au large de l'Australie                                                                                        |
| 4                   | mars                    | 2014               | Orion 2            | Ares I             | ~14 jours          | 2                  | 39B                | Premier vol d'essai habité. Premier amarrage avec l'ISS et atterrissage sur la base d'Edwards                                                                         |
| 5                   | juin                    | 2014               | Orion 3            | Ares I             | ~14 jours          | 2                  | 39B                | Deuxième vol d'essai habité avec amarrage à l'ISS |
| 6                   | septembre               | 2014               | Orion 4            | Ares I             | ~90 jours          | 3                  | 39B                | Rotation de l'équipage de l'ISS. Premier vol opérationnel de l'Orion.                                                                                                 |
| 7                   | mars                    | 2015               | Orion 5            | Ares I             | ~180d              | 3                  | 39B                | Rotation de l'équipage de l'ISS. |
| 8                   | septembre               | 2015               | Orion 6            | Ares I             | ~30 jours          | 3                  | 39B                | Rotation de l'équipage de l'ISS. |
| 9                   | mars                    | 2016               | Orion 7            | Ares I             | ~30 jours          | 3                  | 39B                | Rotation de l'équipage de l'ISS. |
| 10                  | septembre               | 2016               | Orion 8            | Ares I             | ~180 jours         | 3                  | 39B                | Rotation de l'équipage de l'ISS. |
| 11                  | mars                    | 2017               | Orion 9            | Ares I             | ~30 jours          | 3                  | 39B                | Rotation de l'équipage de l'ISS. |
| 12                  | septembre               | 2017               | Orion 10           | Ares I             | ~30 jours          | 3                  | 39B                | Rotation de l'équipage de l'ISS. |
| 13                  | mars                    | 2018               | Orion 11           | Ares I             | ~30 jours          | 3                  | 39B                | Rotation de l'équipage de l'ISS. |
| 14                  | juin                    | 2018               | Ares V-Y           | Ares V-Y           |                    | 0                  | 39A                | Premier test de Ares V. |
| 15                  | septembre               | 2018               | Orion 12           | Ares I             | ~30 jours          | 3                  | 39B                | Rotation de l'équipage de l'ISS. |
| 16                  | décembre                | 2018               | Altair 1           | Ares V             |                    | 0                  | 39A                | Premier vol de l'Altair. Altair pour la mission Orion 13. |
| 17                  | décembre                | 2018               | Orion 13           | Ares I             | 21 jours           | 0                  | 39B                | Première mission lunaire Orion |
| 17b                 | mars                    | 2019               | Orion 14           | Ares I             | ~7 jours           | 3                  | 39B, 39A           | Rotation de l'équipage de l'ISS. |
| 18                  | juin                    | 2019               | Altair 2           | Ares V             |                    | 0                  | 39A                | Altair pour la mission Orion 15. |
| 19                  | juin                    | 2019               | Orion 15           | Ares I             | 21 jours           | 4                  | 39B                | Retour de l'homme sur la Lune. Premier atterrissage sur la Lune pour le programme Constellation. Septième atterrissage de l'homme sur la Lune et premier depuis 1972. |
| 20                  | septembre               | 2019               | Orion 16           | Ares I             | ~30 jours          | 3                  | 39B                | Rotation de l'équipage de l'ISS. |
| 21                  | décembre                | 2019               | Altair 3           | Ares V             |                    | 0                  | 39A                | Altair pour la mission Orion 17. |
| 22                  | décembre                | 2019               | Orion 17           | Ares I             | 21 jours           | 4                  | 39B                | Deuxième atterrissage sur la Lune pour le programme Constellation. Huitième atterrissage de l'homme sur la Lune.                                                      |
| 23                  | mars                    | 2020               | Orion 18           | Ares I             | ~30 jours          | 3                  | 39B                | Rotation de l'équipage de l'ISS. |
| 24                  | juin                    | 2020               | Altair 4           | Ares V             |                    | 0                  | 39A                | Altair pour la mission Orion 19. |
| 25                  | juin                    | 2020               | Orion 19           | Ares I             | 21 jours           | 4                  | 39B                | Troisième atterrissage sur la Lune pour le programme Constellation. Neuvième atterrissage de l'homme sur la Lune.                                                     |
| 26                  | septembre               | 2020               | Orion 20           | Ares I             | ~30 jours          | 3                  | 39B                | Rotation de l'équipage de l'ISS. |
| 27                  | mai                     | 2021               | Altair 5           | Ares V             |                    | 0                  | 39A                | Altair pour la mission Orion 21. |
| 28                  | février                 | 2021               | Orion 21           | Ares I             | ~28 jours          | 4                  | 39B                | Quatrième atterrissage sur la Lune pour le programme Constellation. Dixième atterrissage de l'homme sur la Lune.                                                      |
| 29                  | mai                     | 2021               | Orion 22           | Ares I             | ~21 jours          | 4                  | 39B                | Rotation de l'équipage de l'ISS. |